# Дача (село)
Дача (рос. Дача) — село в Мещовському районі Калузької області Російської Федерації.
Населення становить 22 особи. Входить до складу муніципального утворення Місто Мещовськ.

## Історія
Від 2004 року входить до складу муніципального утворення Місто Мещовськ.

## Населення
| 2002 | 2010 |
| ---- | ---- |
| 17   | ↗22  |